# Pongamos que hablo de Madrid
«Pongamos que hablo de Madrid» es una canción de los cantautores españoles Joaquín Sabina (letra) y Antonio Sánchez (melodía), aparecida por primera vez en el álbum Malas compañías, publicado en 1980. 

## Tema
El tema de «Pongamos que hablo de Madrid» constituye un retrato crítico y melancólico de la ciudad de Madrid, que el autor utiliza como metáfora de una sociedad marcada por el desencanto y la transformación cultural de la España post-franquista. La letra alude a Madrid como un espacio donde "los caminos se cruzan" y "el mar no se puede concebir", proyectando la imagen de una urbe contradictoria: lugar de encuentros y oportunidades, pero también de alienación y desarraigo. Elementos simbólicos como el "fugitivo que siempre regresa" sugieren una relación ambigua de atracción y rechazo hacia la ciudad, en la que el regreso no obedece tanto al deseo como a una suerte de dependencia emocional o existencial. O quizá también a que se trata de una gran ciudad en la que es fácil esconderse entre tanta gente y que ofrece anonimato a quien lo busque.
La canción incorpora imágenes de fuerte carga simbólica y social: niñas que ya no aspiran a ser princesas y niños que "buscan el mar en un vaso de ginebra", representaciones de una juventud desencantada, desprovista de sueños tradicionales, que recurre al alcohol como forma de evasión. Otras figuras como los "pájaros que visitan al psiquiatra" o las "estrellas que no salen" refuerzan una visión de Madrid como una ciudad psicológicamente saturada, nocturna y desprovista de brillo. La aparición de una estufa de butano y una jeringuilla en el lavabo introduce referencias directas a la precariedad y al consumo de drogas, problemáticas asociadas a ciertos sectores urbanos en aquella época.

## Historia
Tras su regreso a España desde Londres y publicar su primer disco, Inventario, Joaquín Sabina pública su segundo álbum Malas compañías en 1980, en el cual aparece por primera vez la canción «Pongamos que hablo de Madrid», en la que retrata una urbe cosmopolita y veloz, a la par que descarnada, mediante la descripción de acontecimientos casi cotidianos en ella.
Un año más tarde aparece en el disco La mandrágora, un disco en directo junto a Javier Krahe y Alberto Pérez Lapastora en el sótano del café madrileño La Mandrágora; la canción es presentada por el propio Sabina de este modo:

Bueno, esta es una canción que se llama Pongamos que hablo de Madrid, y es una historia de amor y de odio a una ciudad invivible pero insustituible. Es una letra que yo hice sobre una melodía de Antonio Sánchez, que es este chico.

## Versiones
En 1981 también el cantante Antonio Flores realiza una versión más roquera del tema en su disco Al caer el sol, por la cual la canción acaba popularizándose, convertida para muchos en una especie de himno o banda sonora oficiosa de la ciudad. Posteriormente el tema también ha aparecido en los discos Joaquín Sabina y Viceversa en directo (1986).
La última estrofa de la canción, en la cual el autor manifestaba su deseo de abandonar Madrid a su muerte, fue finalmente cambiada con el tiempo, declarando su deseo de permanecer en ella. Mientras la grabación original contenía estos versos: "Cuando la muerte venga a visitarme / que me lleven al sur donde nací / aquí no queda sitio para nadie / pongamos que hablo de Madrid", Sabina cambia los versos por estos otros: "Cuando la muerte venga a visitarme / no me despiertes, déjame dormir / aquí he vivido, aquí quiero quedarme / pongamos que hablo de Madrid".
Aparte de Antonio Flores, la canción también ha sido versionada por artistas tan variados como Reincidentes, Revólver, Enrique Morente, Carmen Linares o Porretas.

### Covid 19
Con motivo de los dramáticos efectos de la Pandemia de enfermedad por coronavirus de 2020 en la ciudad de Madrid, la canción fue de nuevo grabada, bajo los auspicios del Ayuntamiento de la villa, de forma coral enter otros por David Summers, Sweet California, Carlos Goñi, Manu Tenorio, Álvaro Urquijo, Marta Sánchez, Alba Messa, Luis Ramiro, Javier Herrero, Lorena Gómez, Belén Arjona, Álvaro Benito y Huecco.